# 소련의 베사라비아·북부코비나 점령
소련의 베사라비아·북부코비나 점령은 옛 루마니아 왕국의 지역인 베사라비아, 북부코비나, 그리고 헤르자 지역을 소련의 적군이 1940년에 점령한 사건을 일컫는다. 이 지역은 50,762 km2 (19,599 mi2)의 면적에 3,776,309명의 거주자가 살고 있었던 곳으로 후에 소련의 자치 공화국으로 병합된다. 소련은 초기에 전면전을 통해 이 지역을 병합하려는 계획을 세우고 있었으나, 소련 정부의 최후 통첩이 6월 26일에 루마니아 정부에 전송되자 루마니아군은 군사 충돌을 피하기 위해 그 지역에서 철수하기로 동의했다. 베사라비아를 점령하고 싶어했던 소련의 야망을 1939년 독일-소련 불가침 조약을 통해 알고 있었던 나치 독일은 6월 24일 계획된 침공을 알고 있었으나 루마니아 당국에는 알리지 않았고, 루마니아에 군사를 제공하고자 하는 의지도 보이지 않았다. 프랑스 몰락 이후, 6월 22일 루마니아의 국경 담당자는 소련의 결정이 침공으로 논의되는 중요한 요인에 대해 고려해보았다.1940년 8월 2일, 몰도바 소비에트 사회주의 공화국이 소비에트 연방의 공화국 중 하나라고 선언하였으며, 베사라비아 대부분과 드네스트르강의 좌안에 위치한 우크라이나 소비에트 사회주의 공화국의 자치 국가인 몰다비아 자치 사회주의 공화국도 자국의 영토임을 주창했다. 소비에트 행정부는 체포를 비롯한 정치적 압박을 통해 이들의 주장을 무시했다.
1941년 7월 루마니아와 독일 정부는 바르바로사 작전 때에 이 지역을 되찾는다. 군사정부가 설립되었으며 이 지역의 유대인은 트란스니스트리아주로 강제 추방당한다. 1944년 8월 소련군의 제2차 이아시-키시뇨프 공세 기간 동안 동부 전선에서 추축국의 노력은 붕괴되었다. 미하일 1세가 8월에 쿠데타를 일으킴에 따라, 루마니아 정부는 소련과의 전쟁을 중단하고 소련의 동맹국이 되어 독일을 공격한다. 이 무렵 소련군은 북부 부코비나와 베사라비아로 재진격한 후 루마니아 전체를 점령한다. 1944년 9월 12일 루마니아는 연합국과 모스크바 휴전 협정을 체결했으며 1947년 평화 조약을 체결했다. 이 두 협정을 통해 루마니아와 소련의 국경은 1941년 1월의 국경으로 정해졌다. 이후 베사라비아와 북부 부코비나는 소련의 지역으로 있다가 1991년 소련의 붕괴로 새로 형성된 독립 국가인 몰도바와 우크라이나의 영토가 되었다. 1991년 8월 27일, 몰도바의 독립 선언 당시는 몰도바 정부는 몰도바 사회주의 공화국의 법적 지위가 박탈되었음을 선언하였다.